# Puerta de la Noche
{{Categoría por {{{1}}}|religión|en|{{{2}}} |||religión en}}
Acontecimientos relacionados con la religión que tienen lugar en .
- Portal:Religión. Contenidos relacionados con la religión.

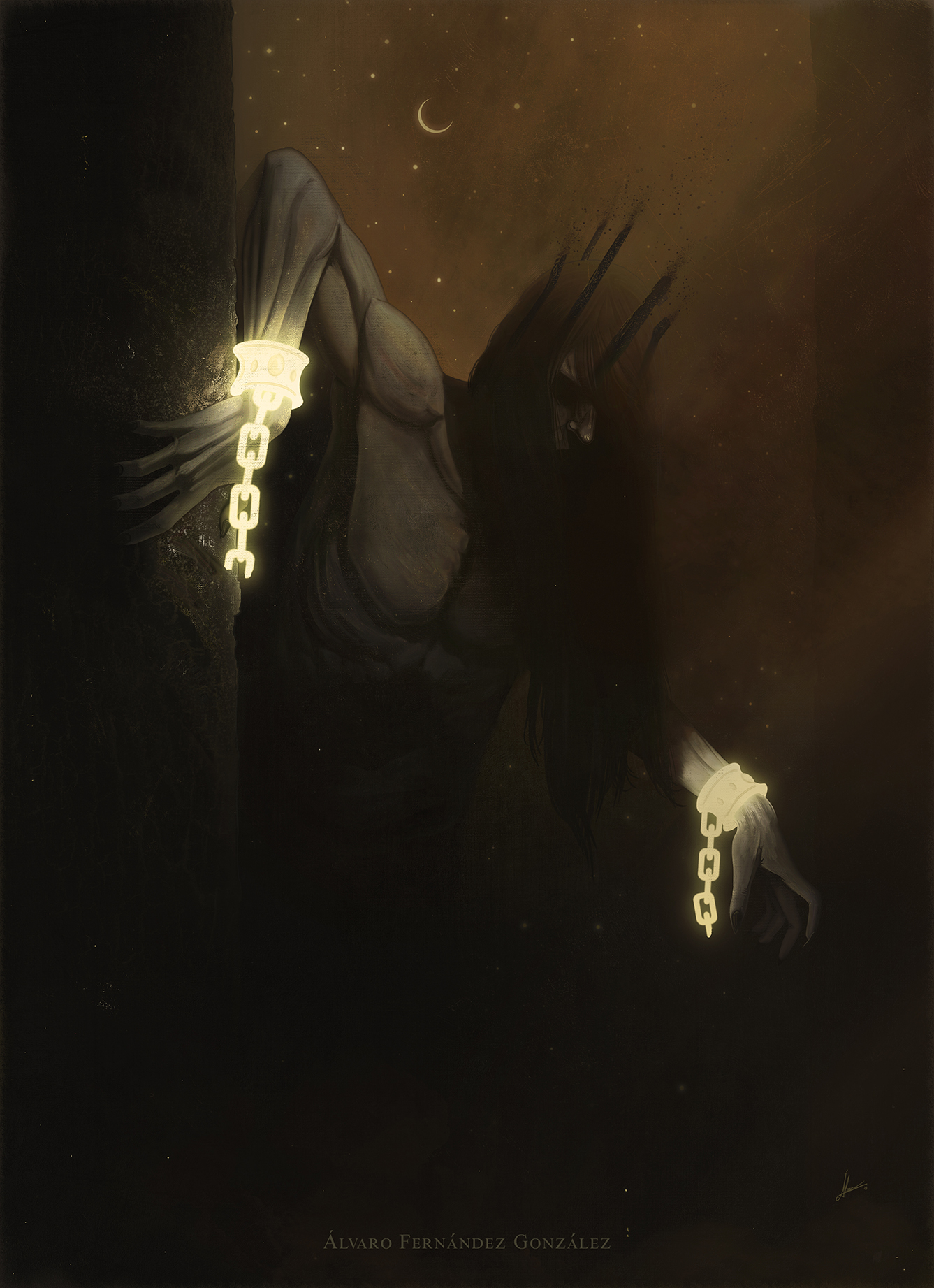
Morgoth regresando a Arda desde la Puerta de la Noche para dar inicio a la Dagor Dagorath ("Batalla de las Batallas").

La Puerta de la Noche es un oscuro lugar ficticio descrito en El Silmarillion, obra póstuma del escritor británico J. R. R. Tolkien. Aunque el concepto es algo difuso en el texto, se puede asumir que hace alusión a la división de la noche con el día y la alternancia del Sol y la Luna en diferentes planos para que Tilion, el maia de la Luna, no moleste a su amada Arien, la maia del Sol. 
El intercambio entre día y noche debe ser un intersticio bastante poderoso y misterioso; entre la Puerta de la Noche y la Puerta de la Mañana hay un lapso de lugar que da al Vacío Intemporal. Es más, a ese vacío lanzaron a Morgoth después de su derrota en la Guerra de la Cólera, y se habla de este vacío como un sitio «más allá de los Muros de la Noche», por lo tanto, por fuera de los círculos del Mundo. 
La Puerta de la Noche, aparte del Sol y la Luna, es constantemente franqueada por Eärendil el Marinero en su barco mágico Vingilot para vigilar a Morgoth en su prisión eterna.
La ficción de Tolkien comprende una profecía que predice que la Puerta de la Noche será destruida por Morgoth cuando logre liberarse de la cadena Angainor y dar inicio a la Dagor Dagorath o «Batalla de las Batallas».
- Datos: Q6091855